# Matthew Wilson (ciclista)
Matthew Wilson (Melbourne, 1 de outubro de 1977) é um ciclista australiano e faz parte da equipa Mitchelton-Scott.

## Biografia
Matthew Wilson conta com um total de oito vitórias como profissional. Estreou em 2001 como profissional com o conjunto Mercury e pôs fim à sua carreira desportiva depois da disputa da Vattenfall Cyclassics de 2012, para se converter em diretor desportivo do Orica-GreenEDGE a partir de 2013.

## Palmarés
2001
- 1 etapa do Tour de l'Avenir
- 3º no Campeonato da Austrália em Estrada

2002
- 1 etapa do Tour de l'Avenir
- 1 etapa do Herald Sun Tour

2004
- Campeonato de Austrália em Estrada

2007
- Herald Sun Tour mais 1 etapa

2008
- Geelong Bay Classic Series
- 1 etapa do Tour de Beauce

## Resultados nas grandes voltas
| Carreira        | 2001 | 2002 | 2003 | 2004 | 2005 | 2006 | 2007 | 2008 | 2009 | 2010 | 2011 | 2012 |
| --------------- | ---- | ---- | ---- | ---- | ---- | ---- | ---- | ---- | ---- | ---- | ---- | ---- |
| Giro d'Italia   | -    | -    | -    | 132º | 146º | -    | -    | -    | -    | -    | Ab.  | -    |
| Tour de France  | -    | -    | Ab.  | 144º | -    | -    | -    | -    | -    | -    | -    | -    |
| Volta a Espanha | -    | -    | -    | -    | -    | -    | -    | -    | -    | 141º | -    | -    |